# Barrio del Castillo (Pau)
El barrio del Castillo (Quartier du Château o Borg Vielh, en bearnés) es uno de los tres barrios históricos, junto con el Barrio du Hédas y el barrio de la Moneda, de la ciudad de Pau, en el departamento francés de Pirineos Atlánticos, en la región de Nueva Aquitania.
Es el barrio más antiguo de la ciudad, situado en el centro y cerca del Castillo de Pau y del Parlamento de Navarra. El barrio es enteramente peatonal.
Verdadero corazón medieval, es también un barrio turístico, mantenido por los 100 000 visitantes del castillo que acoge numerosos bares, restaurantes y tiendas de antigüedades, siendo uno de los pulmones económicos de la ciudad. 

## Situación
Es un destacado lugar que domina uno de los escasos vados transitables del Gave de Pau, en el cruce de importantes vías de tránsito, entre el camino de los pastores del valle de Ossau y el Cami Salié, vía de transporte de la sal de Salies-de-Béarn, lo que hace posible controlar esta encrucijada de los Pirineos y las rutas comerciales entre el Atlántico y el Mediterráneo y predispone a esta comarca a un futuro prometedor.
Está situado sobre un espolón rocoso, a 220 metros de altitud, en la confluencia del Gave de Pau y el antiguo arroyo de Hédas, en un lugar defensivo natural que domina este último, en el lugar preciso en el que este último se divide en dos brazos y forma una isla que facilita franquear el río.
La particular topografía del sitio lo convierte en un sitio naturalmente defendible, por lo que la urbanización y el desarrollo de la ciudad hacia el este se ve fuertemente limitada.
Por tanto, el barrio presenta una maraña de calles y puentes.
Las casas de dos plantas están construidas con piedra de Arudy y guijarros del Gave. En el distrito también hay muchas casas con entramado de madera.
El Barrio del Castillo limita al norte con Hédas y la plaza Gramont, al sur con el barrio de la Moneda, al oeste con el castillo de Pau junto con su parque y al este con el centro de la moderna ciudad, con el antiguo Hôtel de Gassion y el Boulevard des Pyrénées que conducen al parque Beaumont o a la estación de tren de Pau, gracias al funicular de Pau.

## Historia
Pau es la cuarta capital de Bearne, después de Beneharnum, Orthez y Morlaàs.
Pau es, por tanto, una ciudad de creación relativamente reciente, aunque la presencia de la ciudad galorromana de Beneharnum (Lescar) y de la villa del Puente de Oly en Jurançon sugiere que este lugar, gracias a su vado sobre el Gave de Pau, conocido por ser difícil de atravesar, ha estado ocupado continuamente desde la antigüedad.
Pau es un Castelnau (gascón) o Castètnau (bearnés), un pueblo que se desarrolla al abrigo de una fortaleza construida anteriormente a principios del siglo XII por los vizcondes de Bearne. Este nuevo castillo (castelnau) está rodeado por un complejo empalizado llamado paü («poste» en bearnés). El barrio despegó cuando Gaston Febo III estableció su capital en Pau.
En 1408, Arquimbaldo I de Grailly construyó una muralla rematada por un camino de ronda que recorre el espolón formado por la confluencia del Gave y el Hédas.
El borg major se convirtió en el borg vielh y la capital bearnesa se expandió.
En el siglo XIV, la futura capital bearnesa se componía sólo de cuatro calles y 128 viviendas.
El acceso a Borg Vielh se realizaba a través de dos puertas perforadas en la muralla circundante, la Puerta del Molino (Porte du Moulin) (aún existente) debajo en el lado del Gave y la Puerta en Medio (Porte deu Miey) (medio en bearnés), destruida en 1793, y parte integral del tejido urbano desde 1468.
La ubicación de la Porte deu Miey corresponde a la intersección de la actual calle Mariscal Joffre (rue Maréchal-Joffre), la calle Bordenave-d'Abère (rue Bordenave-d'Abère) y la calle Gassion (rue Gassion). Se llamó Puerta del Vasco (Port du Basque) hasta la segunda mitad del siglo XV, luego tomó el nombre de Puerta del Reloj (Porte de l'Horloge) a partir de 1552 porque se le añadió una reloj.
El bourg nau (burgo nuevo o borguet ) no se desarrolló realmente hasta principios del siglo XV, cuando el recinto amurallado se trasladó más al este, con la creación de la Porte d' Arribère en la actual Plaza de la Reina Margarita (Place Reine-Marguerite) en 1590 para albergar los primeros mercados de la ciudad.
En el siglo XVI, Luis XIII, tras la anexión militar de Bearne en 1620, instaló allí el Parlamento de Navarra, en homenaje a su padre, el rey Enrique IV que había unificado las coronas de Navarra y de Francia.
La familia real de Bearne y Navarra se instaló en la ciudad, atrayendo trabajadores y artesanos de las orillas del Loira que remodelaron las fachadas al más puro estilo renacentista.
En 1567, Enrique II de Navarra se casó con la hermana de Francisco I, Margarita de Angulema, protectora de artistas e intelectuales y autora del famoso cuento El Heptameron firmado como Margarita de Navarra, que contribuyó a transformar la ciudad en un centro de las artes y el pensamiento inconformista.
El Puente Real (Pont Royal) sobre el Gave de Pau se completó en 1773 y permitió que el camino real que unía Burdeos con España cruzara fácilmente el río. Sin embargo, la construcción de la calle Marca (rue Marca), que permitía una entrada al sur de la ciudad en la prolongación del Puente Real, prevista desde el origen del proyecto por Louis Pollart, no se llevó a cabo hasta 1792. La apertura de esta calle desvió la circulación de las antiguas vías de acceso a Bie Cabe (Côte du Moulin) y de la rue des Ponts.
Anteriormente, el tránsito utilizaba exclusivamente el Borg Vielh, y se vio facilitado por el derribo de la antigua Porte deu Miey en 1713 y de la Porte Neuve en 1750, situada en el solar de la actual.

## Cultura y patrimonio

### Puntos de referencia
- Castillo de Pau
- Parlamento de Navarra
- Hôtel de Peyre: uno de los edificios más antiguos de la ciudad de Pau, fue construido por la noble familia Peyre.

### Calles pintorescas

#### Calle del Castillo (Rue du Chàteau)
Esta calle se llama desde hace mucho tiempo calle Larga (rue Longue). El Hôtel de Peyre está situado en el número 2 de esta calle. Se dice que la familia de Peyre inspiró a Alejandro Dumas a escribir su famosa novela sobre Los tres mosqueteros. Allí nació el mariscal de Gassion el 9 de agosto de 1609 en el número 5. Finalmente, el nº 13 fue la residencia en el siglo XIX del pintor Alfred Godchaux.

#### Calle del Moulin (Rue du Moulin)
Es una de las calles más antiguas del barrio. Conocido en el pasado con el nombre de Côte du Moulin o Bie Cabe (camino hueco en bearnés), este recorrida por la ciudad tomaba el foso oriental del castillo y permitía conectar la ciudad alta con el Camp Batalher y el antiguo Moulin (Barrio de la Moneda). La Rue du Moulin ha sido durante mucho tiempo la entrada meridional de la ciudad de Pau. La entrada a la calle estaba delimitada por la Porte du Moulin.

En el siglo XXI, la calle pasa por debajo del Boulevard des Pyrénées y de la Rue Henri-IV. En 2014, la ciudad de Pau puso en marcha un proyecto de recalificación de la calle du Moulin, con el fin de «dar una imagen positiva a la entrada de la ciudad.»  A partir de 2021 el acceso a la calle será peatonal.

#### Calle del Mariscal Joffre (Rue du Maréchal-Joffre)
La antigua rue de Morlaàs o rue de la Poundge (colina en bearnés), que conectaba el castillo al Borget (burgo nuevo) y el convento de Notre-Dame (actual plaza Clemenceau), constituía el eje de urbanización hacia el este.
Llamada simplemente la Rue, esta arteria conducía desde el castillo hasta la antigua iglesia de Saint-Martin y su cementerio, situado en el espacio actualmente ocupado por el Parlamento de Navarra.

#### Calle Sully (Rue Sully)
La antigua rue de Castegmedo o Castet Megnou acababa en un callejón sin salida, en una poterna, el Portalet, que se abría a una fuente.

#### Calle Bordenave-d'Abère (Rue Bordenave-d'Abère)
Esta calle es en realidad un puente, construido en 1786, llamado entonces Pont-Neuf.